# Erdélyi Magyar Írók Ligája
Erdélyi Magyar Írók Ligája (rövidítve E-MIL) 2002-ben alakult romániai szervezet, amelynek célja az erdélyi magyar irodalmi élet összefogása, kezdő írók, költők felkarolása, érdekérvényesítés.

## Tevékenysége
Az egyesület 2002-ben alakult kolozsvári székhellyel. Első elnöke Fodor Sándor volt. Írótáborokat, irodalmi rendezvényeket, felolvasó esteket szerveznek. Erdélyi egyetemeken tartanak felolvasásokat, beszélgetéseket. Irodalmi pályázatokat hirdetnek.

## Az egyesület díjai
- Méhes György-díj

## Az egyesület elnökei
- Fodor Sándor (2002–2004)
- Sántha Attila (2004–2005)
- Márkus Barbarossa János (2005−2006)
- Orbán János Dénes (2006–2012)
- László Noémi (2012–2014)
- Karácsonyi Zsolt (2014–)